# Richard Thompson
Richard Thompson OBE, född 3 april 1949 i London, är en brittisk gitarrist, sångare och låtskrivare.
Thompson var 1967 med och startade folkrockgruppen Fairport Convention, en grupp han stannade i fram till 1970. Efter avhoppet från gruppen bildade han under många år duo med sin dåvarande fru Linda Thompson (född Linda Pettifer, senare kallade hon sig Linda Peters) och tillsammans gjorde de ett antal uppmärksammade skivor, bland annat Shoot Out the Lights som 1982 utsågs till årets album av musiktidskriften Rolling Stone.
Efter skilsmässan i mitten på 1980-talet har Thompson givit ut en rad skivor i eget namn. Hans sånger har dessutom spelats in av många andra artister, som Bonnie Raitt och Mary Black. Det har givits ut minst två hyllningsskivor där Thompsons sånger framförs av andra. Förutom de egna skivorna har Thompson medverkat i en rad musikprojekt och är en ofta anlitad studiomusiker.

## Diskografi

### Med Fairport Convention
(Endast officiella studioalbum.)
- 1968 – Fairport Convention 1st
- 1969 – What We Did on Our Holidays
- 1969 – Unhalfbricking
- 1969 – Liege & Lief
- 1970 – Full House

### Med Linda Thompson
- 1974 – I Want to See the Bright Lights Tonight
- 1975 – Hokey Pokey
- 1975 – Pour Down Like Silver
- 1978 – First Light
- 1979 – Sunnyvista
- 1982 – Shoot Out the Lights
- 2007 – In Concert, November 1975

### Soloalbum
- 1972 – Henry the Human Fly
- 1981 – Strict Tempo!
- 1983 – Hand of Kindness
- 1984 – Small Town Romance
- 1985 – Across a Crowded Room
- 1986 – Daring Adventures
- 1988 – Amnesia
- 1991 – Rumor and Sigh
- 1992 – Sweet Talker (soundtrack)
- 1994 – Mirror Blue
- 1995 – Live at Crawley 1993
- 1996 – you? me? us?
- 1996 – Two Letter Words
- 1997 – Industry (med Danny Thompson)
- 1999 – Mock Tudor
- 2002 – Semi-Detached Mock Tudor
- 2003 – The Old Kit Bag
- 2003 – 1000 Years of Popular Music
- 2003 – More Guitar
- 2005 – Live from Austin TX
- 2005 – Front Parlour Ballads
- 2005 – Grizzly Man (soundtrack)
- 2007 – Sweet Warrior
- 2010 – Dream Attic
- 2012 – Cabaret of Souls
- 2013 – Electric
- 2014 – Acoustic Classics
- 2015 – Still